# USS Pennsylvania (SSBN-735)

El USS Pennsylvania (SSBN-735) es el décimo submarino de la clase Ohio y el cuarto navío de la Armada de los Estados Unidos llamado Pennsylvania.
El contrato de construcción se firmó con General Dynamics Electric Boat en Groton, Connecticut el 29 de noviembre de 1982 y su quilla se colocó el 10 de enero de 1984. El Pennsylvania fue botado el 23 de abril de 1988 y amadrinado por la Sra. Marilyn Garrett. Su entrega se produjo a la Armada el 22 de agosto de 1989 y entró en servicio el 9 de septiembre de 1989, con el capitán Richard M. Camp al frente de la tripulación azul y el capitán A. Lee Edwards al mando de la tripulación dorada.
El 29 de septiembre de 1989, el Pennsylvania quedó encallado cuando entraba en el canal durante su primera visita a Port Canaveral, Florida. Los remolcadores liberaron el submarino en dos horas. Una investigación de la Armada determinó que el Pennsylvania estaba correctamente colocado en el canal, pero el canal estaba obstruido por el cieno tras el paso reciente del huracán Hugo.
En 2001 ganó el Marjorie Sterrett Battleship Fund Award para la flota atlántica.
En agosto de 2002 inició su viaje a su nueva base, Bangor, como consecuencia del reequilibrio de la flota de submarinos estratégicos en las costas atlánticas y pacíficas. El 17 de octubre de 2002 llegó a Bangor. En 2004 cumplió el decimoquinto aniversario de la entrada en servicio del submarino. En julio de 2005 completó su quincuagésima patrulla.

## El USSPennsylvaniaen la ficción
- En la novela de Tom Clancy Deuda de honor, el USS Pennsylvania es uno de los varios submarinos enviados para enfrentarse a la invasión japonesa de las Islas Marianas. El submarino se convierte en el primer submarino nuclear estadounidense en hundir a un barco enemigo cuando dispara un torpedo a un submarino de ataque (SSK) de la Armada japonesa.
- Fear The Walking Dead... Episodio 15 Temporada 6 FTWD